# Jarosław Karabkin
Jarosław Stanisławowycz Karabkin, ukr. Ярослав Станіславович Карабкін (ur. 29 marca 1982 w Wysznewo w obwodzie kijowskim) – były ukraiński piłkarz, grający na pozycji pomocnika, a wcześniej obrońcy.

## Kariera piłkarska

### Kariera klubowa
Wychowanek Dynama Kijów, barwy którego bronił w juniorskich mistrzostwach Ukrainy (DJuFL). Karierę piłkarską rozpoczął 18 czerwca 1998 w trzeciej drużynie Dynama, a 26 czerwca 1999 rozegrał pierwszy mecz w składzie Dynamo-2 Kijów. Na początku 2002 został wypożyczony do Zakarpattia Użhorod, w którym występował półtora sezonu. Latem 2002 przeszedł do Arsenału Kijów, skąd był wypożyczony do Borysfena Boryspol, CSKA Kijów. W styczniu 2004 ponownie został wypożyczony do Zakarpattia Użhorod. Potem z powodu częstych kontuzji postanowił zakończyć karierę piłkarską. Obecnie prowadzi własny biznes.

### Kariera reprezentacyjna
W 2001 występował w juniorskiej reprezentacji Ukrainy w turnieju finałowym Mistrzostw Europy U-18 w Finlandii.

## Sukcesy i odznaczenia

### Sukcesy klubowe
- mistrz Ukraińskiej Pierwszej Lihi: 1999, 2000
- wicemistrz Ukraińskiej Pierwszej Lihi: 2001

### Sukcesy reprezentacyjne
- uczestnik turnieju finałowego Mistrzostw Europy U-19: 2001